# Absteinen (Stallupönen)
Absteinen (Kreis Stallupönen) ist ein verlassener Ort im Rajon Nesterow der russischen Oblast Kaliningrad.
Die Ortstelle befindet sich zwei Kilometer westlich von Tschernyschewskoje (Eydtkuhnen/Eydtkau), 300 Meter nördlich der Föderalstraße A229 und 700 Meter nördlich der Bahnstrecke Kaliningrad–Tschernyschewskoje.

## Geschichte
Der Ort Absteinen, zunächst mit Abstenischken und Abstennicken bezeichnet, ist seit 1539 überliefert. Um 1780 war er ein meliertes Dorf mit acht Feuerstellen. Um 1820 wurde Absteinen als Bauerndorf bezeichnet. 1874 wurde die Landgemeinde Absteinen namensgebend für einen Amtsbezirk im Kreis Stallupönen, der zunächst kurzzeitig auch ein eigenes Standesamt hatte.
Im Oktober 1944 wurde der Ort von der Roten Armee besetzt und kam in der Folge mit dem nördlichen Ostpreußen zur Sowjetunion. Einen russischen Namen bekam er nicht mehr.

### Einwohnerentwicklung
| Jahr | Einwohner |
| ---- | --------- |
| 1867 | 272       |
| 1871 | 378       |
| 1885 | 424       |
| 1905 | 300       |
| 1910 | 272       |
| 1933 | 180       |
| 1939 | 147       |

### Amtsbezirk Absteinen 1874–1945
Der Amtsbezirk Absteinen wurde 1874 im Kreis Stallupönen eingerichtet. Er bestand zunächst aus elf Landgemeinden (LG) und einem Gutsbezirk (GB).
| Name                 | Änderungsname von 1938 | Russischer Name nach 1945 | Bemerkungen                                                                  |
| -------------------- | ---------------------- | ------------------------- | ---------------------------------------------------------------------------- |
| Absteinen (LG)       |                        |                           |                                                                              |
| Eszerkehmen (LG)     | Seebach (Ostpr.)       |                           | 1936 bis 1938: Escherkehmen                                                  |
| Jodringkehmen (LG)   | Sinnhöfen              |                           |                                                                              |
| Kinderweitschen (LG) | Kinderhausen           | Detskoje                  |                                                                              |
| Kryszullen (GB)      | Narwickau              |                           | zeitweise im Amtsbezirk Eydtkuhnen, seit 1925 LG, 1936 bis 1938: Kryschullen |
| Lengwehnen (LG)      | Grenzkrug              |                           |                                                                              |
| Nickelnischken (LG)  | Nickelsfelde           |                           |                                                                              |
| Romeyken (LG)        | Romeiken               | Beresowka                 |                                                                              |
| Schilleningken (LG)  | Kleinplaten            |                           | 1894 zur LG Platen im Amtsbezirk Gallkehmen                                  |
| Schleuwen (LG)       |                        | Trawino                   |                                                                              |
| Stärken (LG)         |                        |                           |                                                                              |
| Szapten (LG)         | Schapten (1936)        |                           |                                                                              |

1935 wurden die Landgemeinden in Gemeinden umbenannt. Im Oktober 1944 umfasste der Amtsbezirk Absteinen, nun im umbenannten Landkreis Ebenrode, die elf Gemeinden Absteinen, Grenzkrug, Kinderhausen, Narwickau, Nickelsfelde, Romeiken, Schapten, Schleuwen, Seebach (Ostpr.), Sinnhöfen und Stärken. Davon ist nur noch das ehemalige Kinderweitschen/Kinderhausen bewohnt.

## Kirche
Absteinen gehörte seit 1883 zum evangelischen Kirchspiel Eydtkuhnen, zuvor zu den evangelischen Kirchspielen Bilderweitschen und Stallupönen.